# Liste von Persönlichkeiten der Stadt Glauchau
Die Liste von Persönlichkeiten der Stadt Glauchau enthält Personen, die in der Geschichte der sächsischen Stadt Glauchau im Landkreis Zwickau eine nachhaltige Rolle gespielt haben. Es handelt sich dabei um Persönlichkeiten, die Ehrenbürger sind oder die Ehrenmedaille der Stadt Glauchau erhielten, hier geboren oder gestorben sind oder in Glauchau gewirkt haben.
Für die Persönlichkeiten aus den nach Glauchau eingemeindeten Ortschaften siehe auch die entsprechenden Ortsartikel.

## Ehrenbürger

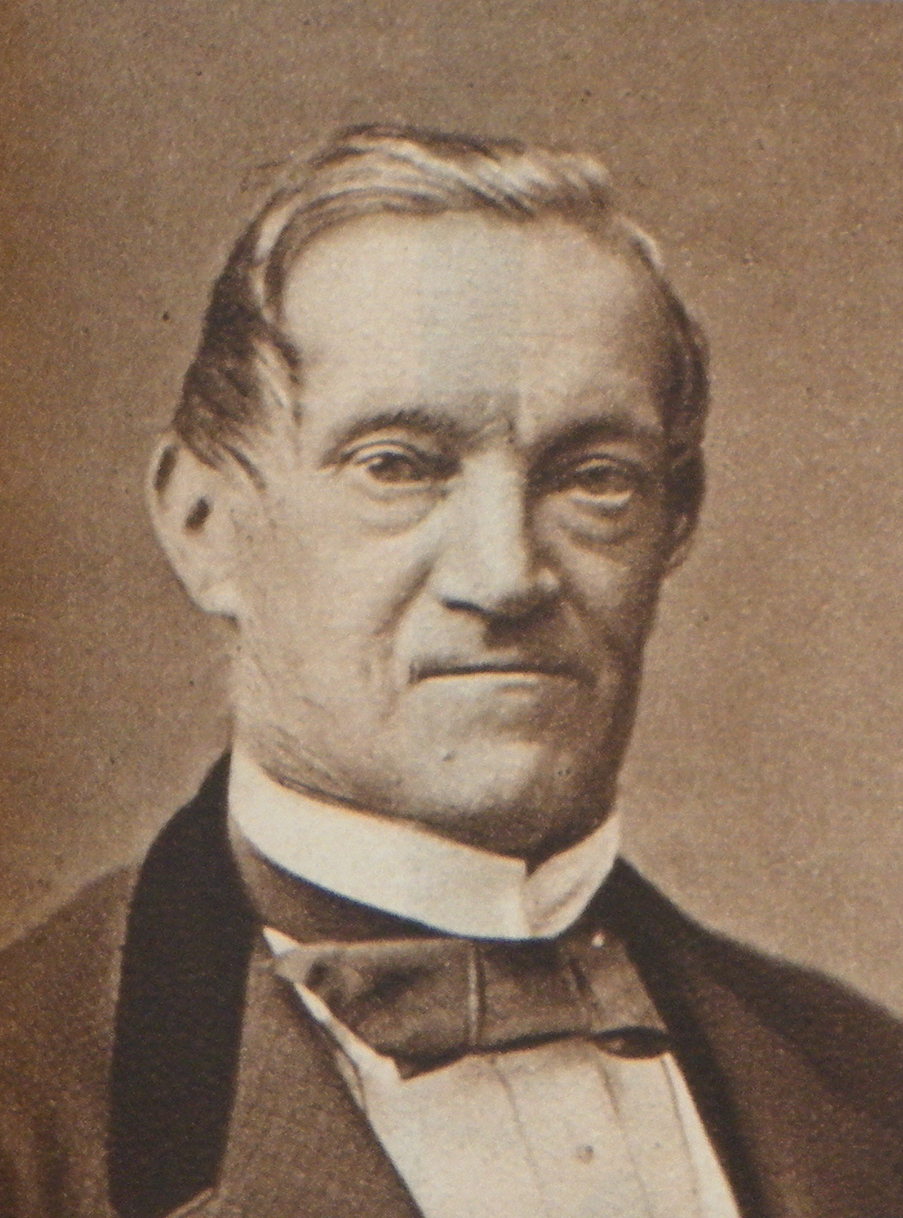
Friedrich Wilhelm Pfotenhauer (um 1870)

- 1845: Ernst Volkmar Kohlschütter (1812–1889), Theologe
- 1848: Friedrich Wilhelm Pfotenhauer (1812–1877), Politiker
- 1871: Friedrich Ferdinand Haußmann, Fabrikant
- 1876: Karl Theodor Golle, Advokat und Direktor der Glauchauer Feuerwehr
- 1880: Karl Wilhelm Otto, Konsistorialrat und Superintendent
- 1889: Arwed Martini (1824–1892), Glauchauer Bürgermeister
- 1893: Ernst Boeßneck (1819–1895), Fabrikant
- 1895: Otto Fürst von Bismarck (1815–1898), Reichskanzler
- 1950: Paul Rudolf Geipel (1869–1956), Dresdner Medizinprofessor und Kunstsammler, stiftete seine Kunstsammlung von Gemälden und eine bedeutende Mineraliensammlung dem Museum Schloss Hinterglauchau. Er war Schwager des Glauchauer Oberbürgermeisters Ernst Otto Schimmel[1].
- 2003: Hans Lorenz (1920–2006), Unternehmer[2]

Drei Straßen erinnern an Glauchauer Ehrenbürger: Martini- und Paul-Geipel-Straße in der Mittelstadt sowie die Hans-Lorenz-Straße am Kreisverkehr Leipziger Platz.

## Träger der Ehrenmedaille der Großen Kreisstadt Glauchau
- 2007: Günther Müller (1925–2020), Dirigent, Musikpädagoge und Musikwissenschaftler. Im Jahr 1990 erhielt Günther Müller den Robert-Schumann-Preis der Stadt Zwickau.
- 2009: Jürgen Klein, Vorsitzender des Kneipp-Vereines Glauchau, Jürgen Klein[3]
- 2010: Manfred Hübsch, für die Verdienste beim Aufbau und der Etablierung der Studienakademie Sachsen in Glauchau[4]
- 2011: Klaus Klötzner, Stadtrat von Glauchau (CDU), Aufsichtsratsmitglied der Glauchau Holding GmbH, Mitglied im Technischen- und Umweltausschuss der Stadt Glauchau, Vorsitzender des Automobil- und Motorradclubs „Sachsenring“, Vorstandsmitglied des ADAC Sachsen, Kreisvorsitzender der MIT sowie Mitglied im Tourismusverein Zwickau[5]
- 2015: Klaus Schiller, Augenarzt für Menschen in der Dritten Welt, insbesondere Afrika, Mitglied des Lions Club Glauchau
- 2017: Andreas Keller, Vorsitzender und Gründungsmitglied des Vereins „Die Schönburger“ e. V. – erste sächsische Fahnenschwinger[6]
- 2018: Bernhard Schareck, Vorsitzender des Vereins „Gräflich Schönburgischen Schlosscompagnie“[7]

## Söhne und Töchter der Stadt
Die folgenden Personen sind in Glauchau oder den heutigen Ortsteilen der Stadt geboren. Ob sie ihren späteren Wirkungskreis in Glauchau hatten oder nicht, ist dabei unerheblich.

### Frühe Neuzeit

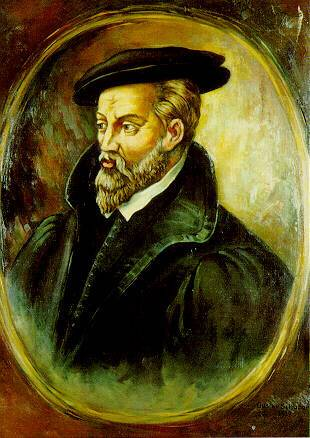
Georgius Agricola

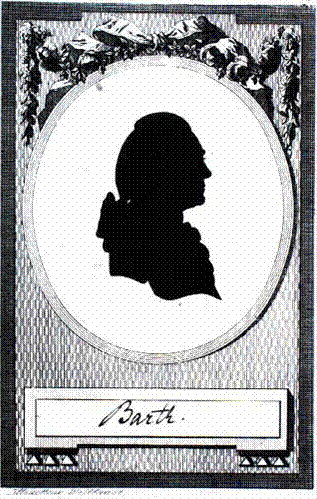
Christian Samuel Barth (um 1780)

- Georgius Agricola (1494–1555), Arzt, Wissenschaftler und Begründer der Mineralogie
- Wolf II. von Schönburg (1532–1581), Adliger aus der Linie Schönburg
- Adrian Beier der Ältere (1600–1678), Theologe, Archidiakon und Historiker
- Johann David Wagner (um 1680–1721), Räuber, Dieb und Bandenführer
- Johann Heinrich Rother (1685–1756), Rechtswissenschaftler
- Albert Christian Ernst von Schönburg (1720–1799), Graf, siehe auch Gräflich Schönburgische Schloßcompagnie
- Christian Samuel Barth (1735–1809), Oboist und Komponist
- Paul Friedrich Achat Nitsch (1754–1794), Geistlicher und Schriftsteller
- Carl August Schwetschke (1756–1839), Verleger

### 18. Jahrhundert

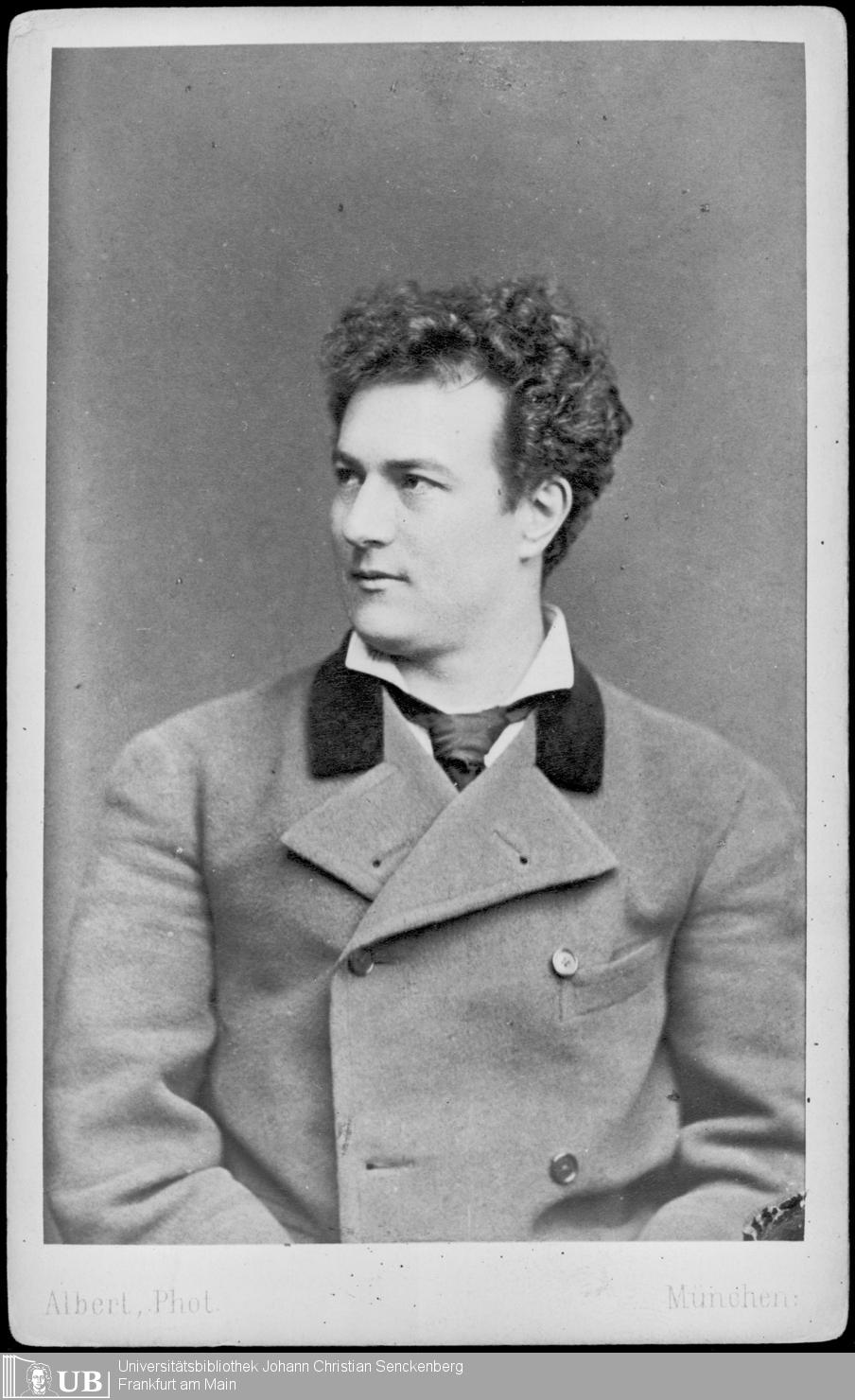
Hilmar Knorr (um 1885)

- Albert von Schönburg (1761–1841), Mitbesitzer der Herrschaft Rochsburg und Sächsischer Landtagsabgeordneter
- Ludwig von Schönburg (1762–1842), bayerischer Generalmajor, Besitzer der Herrschaft Hinterglauchau in Sachsen
- Ernst Friedrich Germar (1786–1853), Professor für Mineralogie, Entomologe und Kommunalpolitiker

### 19. Jahrhundert
- Julius Heinrich Petermann (1801–1876), Orientalist
- Heinrich Robert Stöckhardt (1802–1848), Jurist und Professor
- Alexander Herrmann (1814–1845), Architektur- und Landschaftsmaler
- August Götze (1814–1881), Industrieller und Kommunalpolitiker
- Otto Ruppius (1819–1864), Schriftsteller
- Hermann Rudolf Schaum (1819–1865), Insektenkundler, Arzt und Hochschullehrer
- Hugo Schönherr (1840–1882), Architekt
- Paul Pfotenhauer (1842–1897), Archivar und Historiker
- Hilmar Knorr (1847–1919), Theaterschauspieler und Theaterdirektor
- Bernhard Bößneck (1849–1901), Politiker und Unternehmer
- William Lossow (1852–1914), Architekt
- Martin Fickelscherer (1853–unbekannt), Schriftsteller und Oberlehrer
- Max Lossow (1856–1924), Jurist und sächsischer Regierungsrat
- Arthur Baessler (1857–1907), Forschungsreisender, Mäzen des Völkerkundemuseums in Berlin

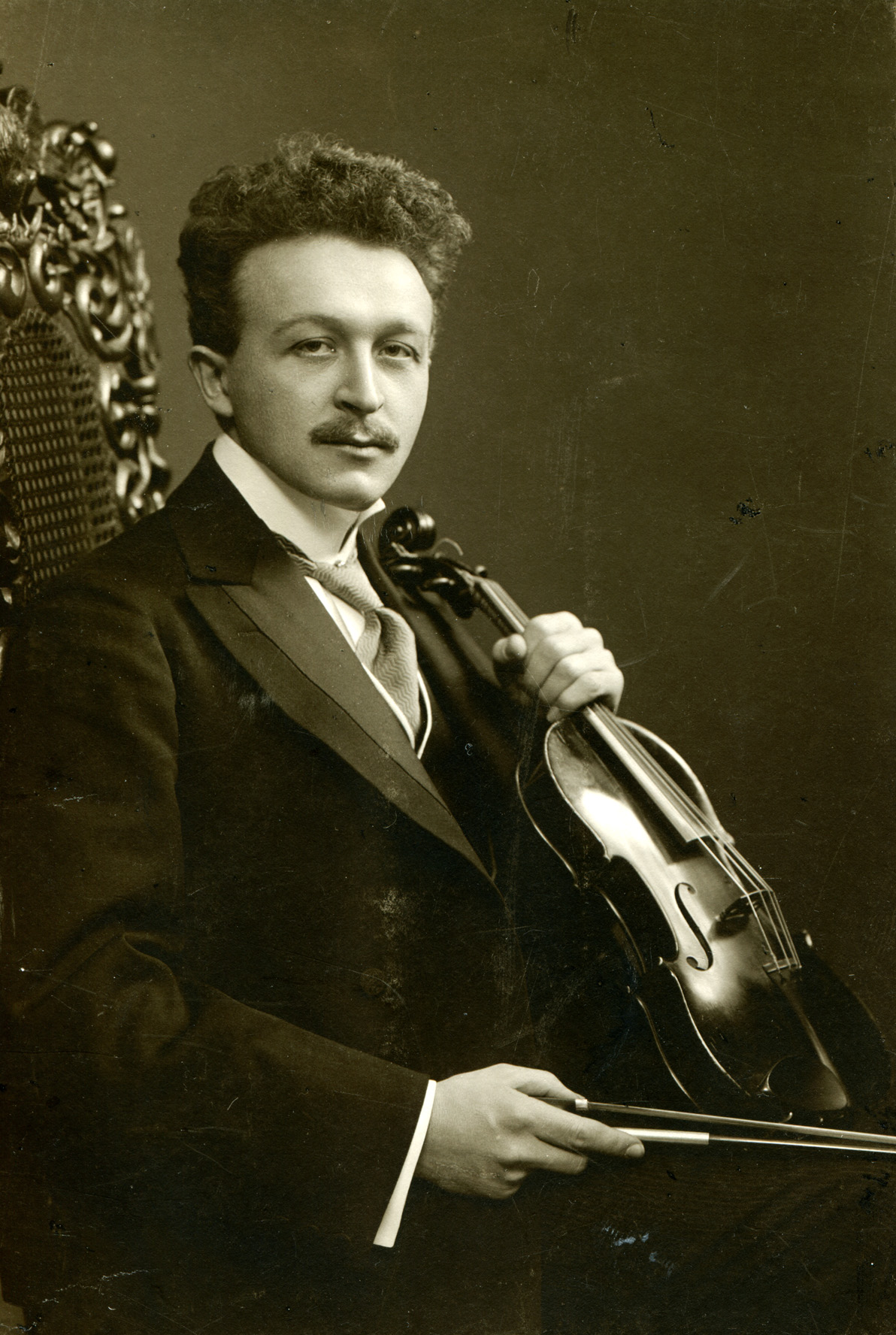
Paul Schnurrbusch (1911)

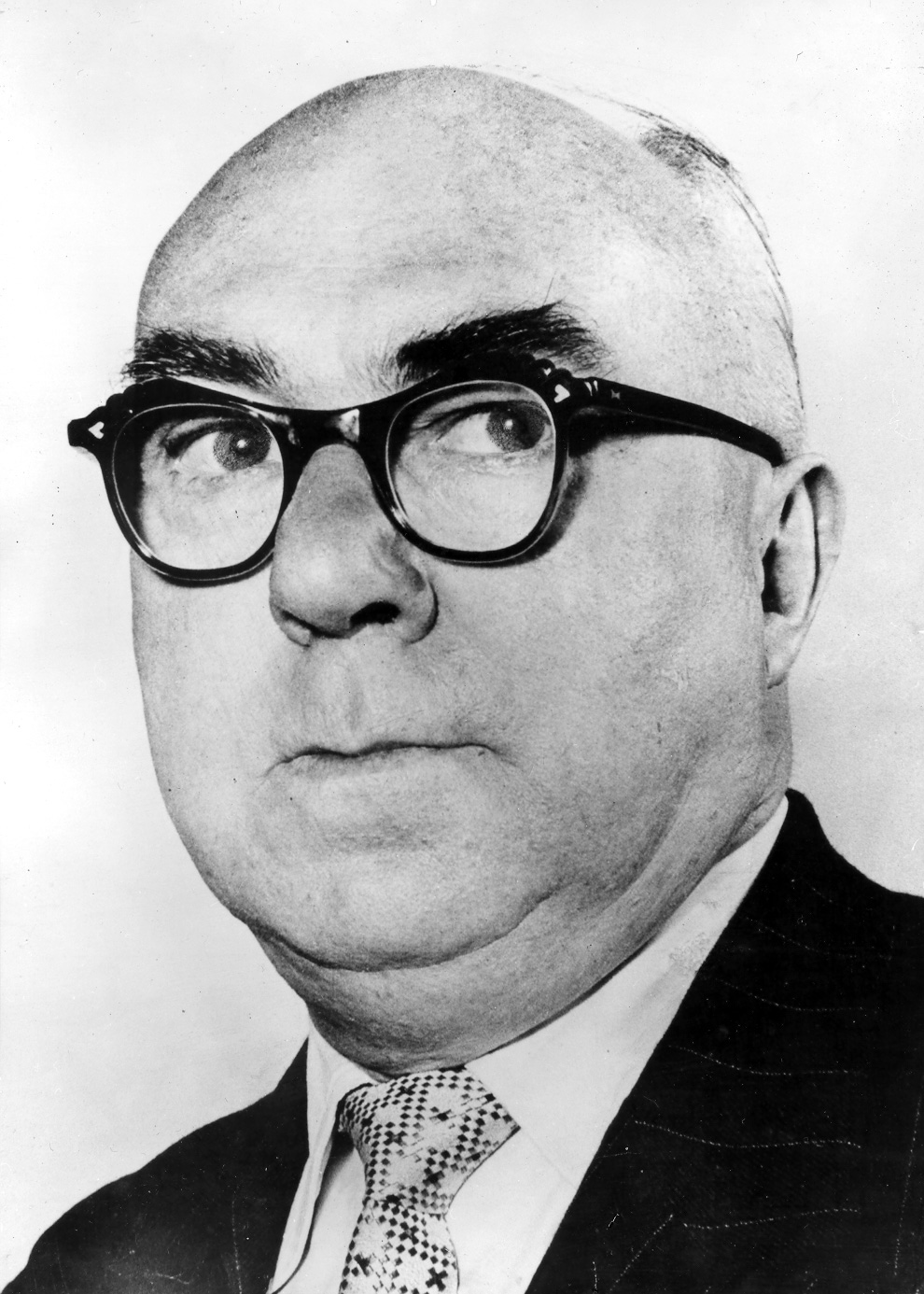
Leopold Wolf (1959)

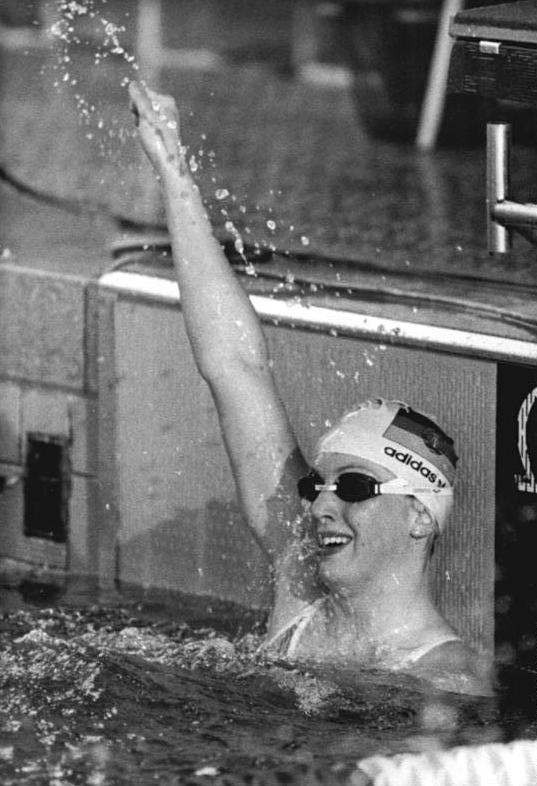
Heike Friedrich (1986)

- Richard Schumann (1864–1945), Geodät und Astronom
- Paul Kersten (1865–1943), Kunstbuchbinder, Hochschullehrer und Autor zahlreicher Fachpublikationen
- Magnus Haack (1869–1931), SPD-Politiker und Gewerkschafter
- Otto Voss (1869–1959), HNO-Arzt und Hochschullehrer
- Max Günther (1871–1934), SPD-Politiker und Gewerkschafter
- Ernst Lucke (1873–1947), Handwerker (Drechsler) und Politiker (Wirtschaftspartei)
- Robert Paul Geißler (1874–1954), Maler, Zeichner und Graphiker
- Rudolph Schneider (1876–1933), Volkswirt, Manager und Politiker (DVP)
- Paul Hartenstein (1878–1921), Schauspieler, Regisseur und Theaterleiter, geboren in Gesau
- Georg Müller-Heim (1879–unbekannt), Journalist und Schriftsteller
- Curt Woyte (1879–unbekannt), Altphilologe und Gymnasiallehrer
- Max Ludwig (1882–1945), Dirigent, Organist, Chorleiter, Komponist und Hochschullehrer
- Frances Magnus (1882–1969), DVP-Politikerin
- Hugo Koch (1883–1964), Architekt und Autor von Werken zu Gartenkunst
- Fritz Baeßler (1884–1945), Verwaltungsjurist, Amtshauptmann, Landrat und Regierungsvizepräsident
- Paul Schnurrbusch (1884–1973), Geiger und Konzertmeister am Landestheater Darmstadt, geboren in Gesau
- Friedrich Lindig (1892–1968), Maler
- Friedrich Schaarschmidt (1892–1983), Ingenieur, Manager und Unternehmer
- Erich Fraaß (1893–1974), Maler
- Alfred Stange (1894–1968), Kunsthistoriker
- Walter Voigt (1896–1984), Bürgermeister von Glauchau; weihte 1958 die Agricola-Statue im Bahnhofspark ein[8]
- Leopold Wolf (1896–1974), Chemiker und Professor für Anorganische Chemie an der Universität Leipzig, geboren in Niederlungwitz
- Fritz Schminke (1897–1971), Unternehmer und Erbauer des Hauses Schminke
- Anneliese Bretschneider (1898–1984), Sprachwissenschaftlerin
- Marianne Meyfarth (1898 – v. 1992), Bildhauerin, Porzellanmalerin und Kunstpädagogin
- Walter Delius (1899–1972), evangelischer Theologe und Kirchenhistoriker

### 20. Jahrhundert
- Martin Ritter (1905–2001), Maler und Grafiker, der zu den Künstlern des Expressiven Realismus der verschollenen Generation zählt
- Otto Wilhelm (1906–1975), Ingenieur und Professor für Antriebstechnik
- Walter Schlesinger (1908–1984), Historiker für Landes- und Verfassungsgeschichte
- Reinhard Walter Kaplan (1912–2003), Mikrobiologe
- Gotthard Paulus (1912–1977), Rechtswissenschaftler und Hochschullehrer
- Gerhard Flämig (1919–2011), SPD-Politiker
- Kurt Ströer (1921–2013), Diakon und Jugendwart der Evangelisch-Lutherischen Landeskirche Sachsens
- Gerd Enders (1924–2016), Handballtrainer
- Joachim Boessneck (1925–1991), Archäozoologe und Historiker der Tiermedizin
- Gottfried Engelmann (1926–2006), Volkswirt und Abgeordneter der Volkskammer 1971–1989
- Ruth Knorr (1927–1978), Buchgrafikerin
- Wolfgang Neuhaus (1929–1966), Schriftsteller
- Joachim Graf von Schönburg-Glauchau (1929–1998), Jagdautor, Bundestagsabgeordneter der CDU 1990–94
- Gerhard Ebert (* 1930), Journalist, Theaterwissenschaftler, Theaterkritiker und Dramatiker.
- Willy Holzmüller (1931–2021), Fußballspieler
- Gerhard Floß (1932–2009), Maler und Grafiker
- Karl Clauss Dietel (1934–2022), Form- und Produktgestalter
- Charlotte Bombal geborene Kempe (1935–2000), Gewerkschafterin (FDGB), Vorsitzende der Industriegewerkschaft Textil-Bekleidung-Leder sowie Vorsitzende der Zentralen Revisionskommission des FDGB
- Bernhard Gentsch (1936–2016), Historiker, Journalist und Bibliothekar
- Wolfgang Haase (1936–2018), Physikochemiker und pensionierter Professor an der Technischen Universität Darmstadt, geboren in Reinholdshain
- Werner Engewald (* 1937), Chemiker (Analytische Chemie)
- Wolfgang Funke (1937–2009), Schriftsteller
- Dieter Erler (1939–1998), DDR-Fußballspieler
- Peter Zacher (1939–2014), Musikwissenschaftler und Journalist
- Wilfried Täubner (1940–1994), Architektur-Fotograf, Bildjournalist, Foto-Künstler und Galerist
- Peter Büchner (* 1941), Erziehungswissenschaftler und Bildungssoziologe, der bis 2007 an der Philipps-Universität Marburg in Forschung und Lehre tätig war
- Christine Spielberg (* 1941 in Niederlungwitz), Leichtathletin
- Herbert Ihle (* 1944), Bildhauer
- Gerhard Zachar (1945–1978), Rockmusiker („Lift“)
- Fritz Böhme (1948–2013), Bildhauer
- Andreas Scheibe (* 1951), ehemaliger deutscher Sprinter, der sich auf den 400-Meter-Lauf spezialisiert hatte und für die DDR startete
- Thomas-Bernd Quaas (* 1952), Manager und war von 2005 bis 2012 Vorstandsvorsitzender der Beiersdorf AG
- Steffen Winkler (1952–2023), Direktor des Museums und der Kunstsammlung Schloss Hinterglauchau
- Joachim Schindler (* 1954), Politiker (SPD), ehemaliges Mitglied des Sächsischen Landtages und Hochschullehrer
- Wolfgang Ihle (* 1956), Fußballspieler
- Christoph Scheurer (* 1956), Politiker (CDU), Landrat des Landkreises Zwickau
- Ines Springer (* 1956), Politikerin (CDU) und seit 2009 Mitglied des Sächsischen Landtags
- Erik Hunker (* 1960), parteiloser Politiker
- Robby Joachim Götze (* 1964), Kustos der Kunstsammlung Schloss Hinterglauchau
- Jörg Jacob (* 1964), Schriftsteller
- Katrin Günther (* 1966), Journalistin und Medienmanagerin
- Gerry Woop (* 1968), Politikwissenschaftler und politischer Beamter (PDS, seit 2007 Die Linke)
- Torsten May (* 1969), Profiboxer
- Heike Friedrich (* 1970), Schwimmerin, die für die DDR startete
- Marcus Steinhart (* 1971), Politiker

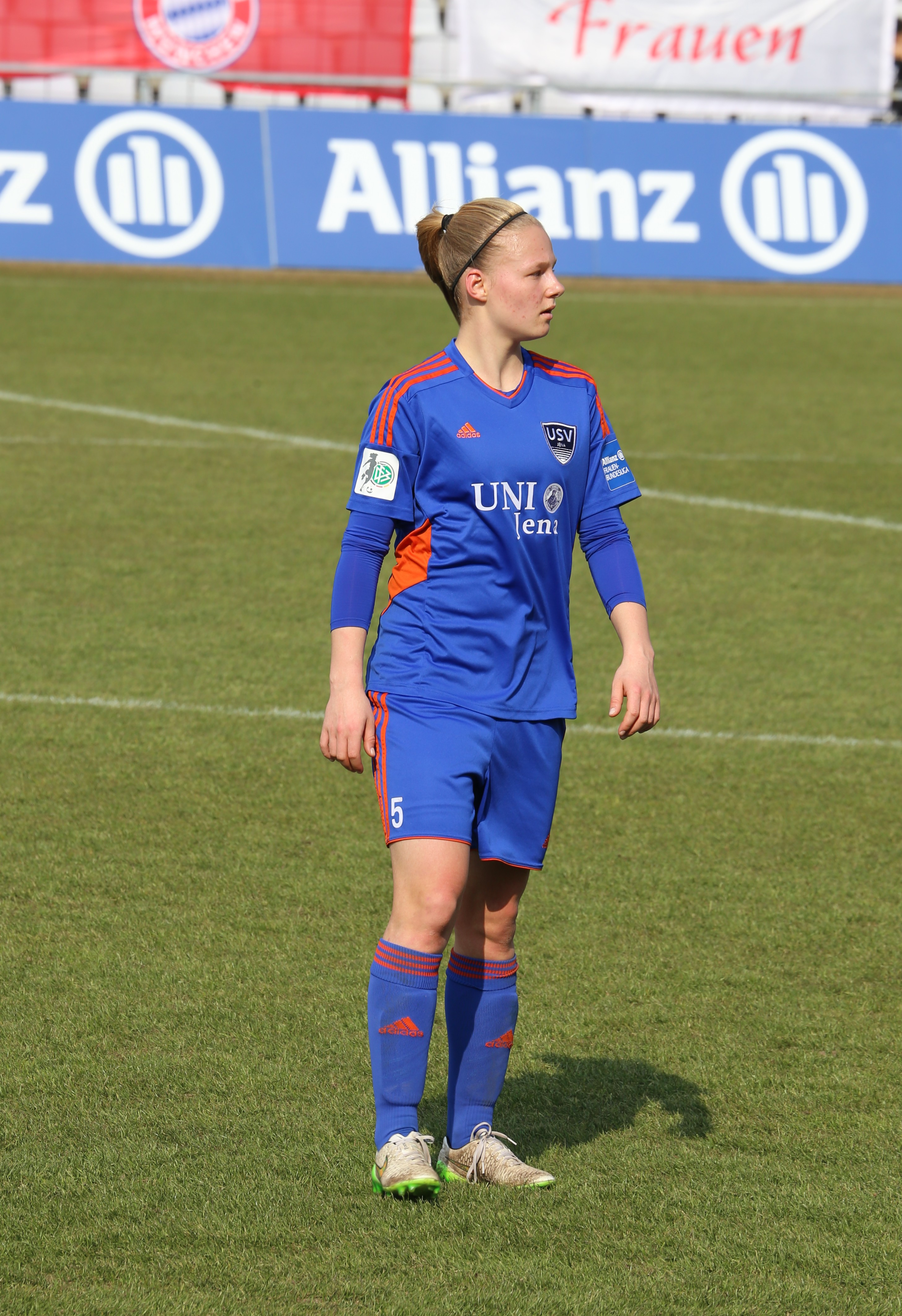
Annalena Breitenbach (2016)

- Roy Hähnlein (* 1987), Eishockeyspieler, der derzeit beim ETC Crimmitschau in der 2. Eishockey-Bundesliga spielt
- Philipp Rumsch (* 1994), Jazzmusiker
- Annalena Breitenbach (* 1998), Fußballspielerin
- Marvin Thiele (* 1998), Fußballspieler

Drei Straßennamen sind diesen Personen gewidmet: Agricolastraße, Schönburgstraße und Erich-Fraaß-Straße.

## Persönlichkeiten, die in Glauchau gestorben sind

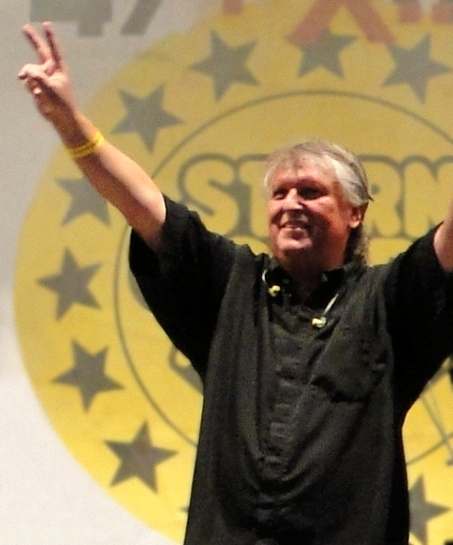
Thomas Kurzhals (2011)

- Heinrich Gottlob Otto Ernst Graf von Schönburg (1794–1881), Besitzer der Herrschaften Hinterglauchau und Rochsburg sowie Abgeordneter im Landtag des Königreichs Sachsen
- Gustav Franz Käferstein (1797–1881), Papiermüller, Gutsbesitzer und Landtagsabgeordneter
- Richard Ludwig (1822–1909), Jurist und Politiker (Deutsche Fortschrittspartei), Reichstagsabgeordneter und Mitglied des Sächsischen Landtags
- Ludwig Leuschner (1824–1889), Rittergutsbesitzer, Fabrikant und Mitglied des Deutschen Reichstags
- Arwed Martini (1824–1892), Politiker
- Daniel Reinhold Finsterbusch (1825–1902), Lehrer und Komponist
- Theodor Kästner (1835–1900), Baumeister und nationalliberaler Politiker
- Karl Wilhelm Stolle (1842–1918), sozialdemokratischer Politiker, gestorben in Gesau
- Ernst Paul Brink (1856–1922), Bürgermeister von Glauchau
- Erich Berlet (1860–1936), Lehrer und Heimatforscher
- August Wilde (1868–1940), sozialdemokratischer Politiker und Landtagsabgeordneter in Sachsen
- Louis Lejeune (1877–1954), Maler, gestorben in Niederlungwitz
- Ernst Otto Schimmel (1889–1930), Verwaltungsjurist und Oberbürgermeister von Glauchau, ließ 1927 den Bau der Muldenflutrinne beginnen
- Heinrich von Wolffersdorff (1905–1966), Augenarzt und Gründer der Augenklinik in Glauchau, Grabstätte auf dem Friedhof an der Lichtensteiner Straße
- Werner Legère (1912–1998), Schriftsteller
- Thomas Kurzhals (1953–2014), Keyboarder, Komponist und Rockmusiker, wurde bekannt als Mitglied der Bands Stern-Combo Meißen und Karat

## Persönlichkeiten, die mit der Stadt in Verbindung stehen

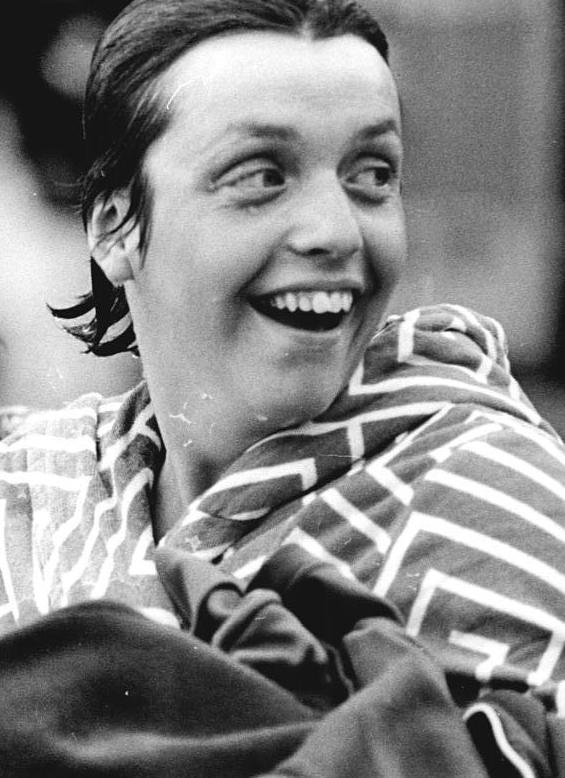
Heike Dähne (1979)

- Johann Christoph Reicholdt (1713–1782[9]), alias „Chretien Hermes Reicholdt“, Maler aus Glauchau, tätig für Linie Hinterglauchau um 1772 als Hofmaler, war zuvor Küchenschreiber/„Hof- und Militz-Schreiber“[10] fertigte etliche Porträts und Miniaturen von Schönburgern an.
- Christian Albert Schiffner (1792–1873), Geograph, Schriftsteller und Lexikograph
- Wilhelm Pfotenhauer (1812–1877), Glauchauer Bürgermeister und später erster Oberbürgermeister von Dresden
- Heinrich-Carl Hedrich (1816–1900), Stifter der Hedrich-Säule, von 1851 bis 1858 unbesoldeter Stadtrat und Vorsitzender des städtischen Bauwesens in Glauchau. In dieser Zeit entwickelte er Pläne für die erste moderne Wasserleitung in Glauchau. Sie gilt als eine der ersten in Deutschland und war Vorbild für die Wasserleitungen in Städten wie Leipzig und Dresden. Sein Mausoleum steht auf dem Stadtfriedhof.
- Ottokar Dörffel (1818–1906), Bürgermeister in Glauchau, nach seiner Auswanderung Bürgermeister und deutscher Konsul in Joinville (Brasilien)
- Ernst Wilhelm Traugott Eckardt (1819–1892), Chronist der Stadt Glauchau[11]
- Franz Heinrich Weißbach (1865–1944), Altorientalist
- Joachim Graf von Schönburg-Glauchau (1873–1943), Graf von Schönburg-Glauchau und Abgeordneter der Ersten Kammer des Sächsischen Landtags
- Fritz Resch (1879–1956), bedeutender Lokalhistoriker, Autor von Zeitungsartikeln und Büchern, u. a. 100 Jahre vereinigtes Glauchau (Glauchau, 1931)[12][13]
- Walter Flemming (1890–1947), Jurist, 1930–1945 Oberbürgermeister in Glauchau, Initiator des Stadt- und späteren Schlossmuseums. Ließ die Mulden-Flutrinne fertigbauen und das Rosarium errichten.[14]
- Rudolf Löhner (1890–1971), Dresdner Künstler und Bildhauer, Schöpfer der Agricola-Bronzestatue im Bahnhofspark und einer Ehrenmedaille („Ehrengabe der Stadt Glauchau“), die bis in die 1980er Jahre vergeben wurde[15].
- Albert Sixtus (1892–1960), Kinder- und Jugendbuchautor
- Paul Feldmann (1895–1965), Oberstleutnant und Lehrer, 1945 „Kampfkommandant von Glauchau“. Er übergab die Stadt im April 1945 kampflos an die US-Truppen.[16][17]
- Friedrich von Zahn (1902–1993), Ministerialbeamter bis 1943 bei der sächsischen Amtshauptmannschaft in Glauchau
- Johannes Feige (1931–2021), Maler, Graphiker, Holzgestalter
- Wolf-Dieter Röber (* 5. Januar 1943 in Zwickau), Kunsthistoriker, Mitarbeiter und später stellv. Direktor des Museums Schloss Hinterglauchau. Autor etlicher Artikel und Bücher über die Schönburger und ihre Schlösser.
- Karl-Otto Stetter (* 1955), Bürgermeister/Oberbürgermeister (1990–2008)
- Heike Dähne-Kummerow (* 1961), Schwimmerin und Apothekerin
- Alexander Graf von Schönburg-Glauchau (* 1969), Journalist und Schriftsteller sowie Chef des gräflichen Glauchauer Zweigs des Hauses Schönburg

Eine Auflistung der Bürgermeister von Glauchau findet sich auf Seite 128 in Werner Haueisens Buch „Glauchau. Die Stadt an der Mulde.“ (Die Reihe Archivbilder), Sutton Verlag Erfurt 1999, ISBN 978-3-89702-177-8.